# Facetatge

Estel octangle com a facetatge del cub

En geometria, el facetatge és el procés d'eliminar parts d'un polígon, políedre o polítop sense crear cap nous vèrtexs.
Les noves arestes d'un políedre facetat poden ser creades al llarg de les diagonals de cara o de diagonals espacial internes. Un políedre facetat tindrà dues cares en cada aresta i crea nous políedres o compostos de políedres.
El facetatge és el procés recíproc o dual de l'estelació. Per cada estel·lació d'un polítop convex existeix un facetatge dual del polítop dual.

## Polígons facetats
Per exemple, un pentàgon regular té un facetatge simètric, el pentagrama, i l'hexàgon regular té dos facetatges simètrics, un com a polígon i un com a compost de dos triangles.
| Pentàgon         | Hexàgon         | Hexàgon      | Decàgon          | Decàgon      | Decàgon        | Decàgon         | Decàgon         | Decàgon         | Decàgon         |
| ---------------- | --------------- | ------------ | ---------------- | ------------ | -------------- | --------------- | --------------- | --------------- | --------------- |
|                  |                 |              |                  |              |                |                 |                 |                 |                 |
| Pentagrama {5/2} | Hexàgon estelat | Compost 2{3} | Decagrama {10/3} | Compost 2{5} | Compost 2{5/2} | Decàgon estelat | Decàgon estelat | Decàgon estelat | Decàgon estelat |
|                  |                 |              |                  |              |                |                 |                 |                 |                 |

## Políedres facetats
L'icosàedre regular es pot facetar en tres políedres de Kepler-Poinsot regulars: el petit dodecàedre estelat, el gran dodecàedre i el gran icosàedre. Tots ells tenen 30 arestes.
| Convex    | Estels regulars | Estels regulars          | Estels regulars |
| icosàedre | gran dodecàedre | petit dodecàedre estelat | gran icosàedre  |
| --------- | --------------- | ------------------------ | --------------- |
|           |                 |                          |                 |

D'altra banda, el dodecàedre pot ser facetat en un políedre de Kepler-Poinsot regular, tres políedres estelats uniformes i tres políedres composts regulars. Els estelats uniformes i els composts de cinc cubs són construïts per mitjà de diagonals de cara. El dodecàedre excavat és un facetatge amb cares d'hexàgon estelat.
| Convex     | estelat regular         | estelats uniformes               | estelats uniformes          | estelats uniformes              | Vèrtex-transitiu   |
| dodecàedre | gran dodecàedre estelat | petit icosidodecàedre ditrigonal | dodecadodecàedre ditrigonal | gran icosidodecàedre ditrigonal | dodecàedre excavat |
| ---------- | ----------------------- | -------------------------------- | --------------------------- | ------------------------------- | ------------------ |
|            |                         |                                  |                             |                                 |                    |

| Convex     | Composts regulars | Composts regulars | Composts regulars |
| dodecàedre | cinc tetràedres   | cinc cubs         | deu tetràedres    |
| ---------- | ----------------- | ----------------- | ----------------- |
|            |                   |                   |                   |